# Carl Samuel Freund
Carl Samuel Freund (ur. 15 lipca 1862 we Wrocławiu, zm. 3 czerwca 1932 we Wrocławiu) – niemiecki lekarz neurolog i psychiatra, tajny radca sanitarny, prymariusz przytułku Claassena we Wrocławiu (Claassenschen Siechenhaus).

## Życiorys
Syn wrocławskiego kupca Jakoba Freunda. Uczęszczał najpierw do Wankel′s Knabenschule, a potem do Johannesgymnasium we Wrocławiu, świadectwo dojrzałości otrzymał w 1880 roku. Studiował medycynę na Uniwersytecie we Wrocławiu i Uniwersytecie w Zurychu. Tytuł doktora medycyny otrzymał po przedstawieniu dysertacji Ueber Knochenentzündungen in der Reconvalescenz von Typhus abdominalis we Wrocławiu w 1885 roku. Następnie był asystentem w Klinice Psychiatrycznej Szpitala Wszystkich Świętych u Carla Wernickego. Przez pewien czas był asystentem w przytułku w Kolonii u Ottona Leichtensterna, uczył się też u Carla Weigerta we Frankfurcie nad Menem, w semestrze zimowym 1884/1885 roku pracował w berlińskiej klinice psychiatrycznej szpitala Charité u Carla Westphala, a potem przez kilka miesięcy u Jeana-Martina Charcota w Paryżu.
Od 1889 roku prowadził praktykę neurologiczną we Wrocławiu. W 1908 został prymariuszem przytułku przy Elbingstraße, ufundowanego przez fundację imienia Theodora Claassena (1774–1845); obecnie jest to Szpital MSWiA. Funkcję pełnił do śmierci w czerwcu 1932 roku. Pochowany został na Starym Cmentarzu Żydowskim przy Lohestraße.
Był przewodniczącym Breslauer psychiatrisch-neurologische Vereinigung. Należał do Gesellschaft Deutscher Nervenärzte. Żonaty z Paulą Haber, kuzynką Fritza Habera. Ich córką była Elisabeth Freund (1898–1982). Mieszkał przy Gartenstraße 49.

## Dorobek naukowy
23 lutego 1888 na spotkaniu Towarzystwa Psychiatrów Wschodnich Niemiec (Verein ostdeutscher Irrenärzte) we Wrocławiu Freund przedstawił opis pacjenta z prawostronnym jednoimiennym niedowidzeniem połowiczym, który nie potrafił nazwać widzianych przedmiotów. Nazwał zaburzenie afazją wzrokową i zaproponował model, w którym przyczyną byłoby uszkodzenie kory ciemieniowo-potylicznej powodujące prawostronne niedowidzenie połowicze oraz przerwanie szlaku łączącego ośrodek wzrokowy prawej półkuli z ośrodkiem mowy półkuli lewej. Opis przypadku ukazał się najpierw w formie krótkiego streszczenia referatu, szersze doniesienie datowane jest na 1889 rok.
Lange i inni niemieccy autorzy przypisywali Freundowi jeden z pierwszych opisów zespołu, znanego dziś jako zespół Korsakowa. Opis został przedstawiony na spotkaniu Verein ostdeutscher Irrenärzte 20 listopada 1887 i ukazał się w druku w 1888, zanim praca Korsakowa ukazała się w języku niemieckim.
W 1899 wspólnie z Sachsem opublikował monografię poświęconą pourazowym schorzeniom ośrodkowego układu nerwowego. Liczne prace poświęcił zaburzeniom pozapiramidowym. Wspólnie z Vogt opublikował opis stanu marmurkowatego, razem z Bielschowskym badał zmiany prążkowia w przebiegu stwardnienia guzowatego.

## Freund i Freud
Ze względu na podobieństwo nazwiska był często mylony z Sigmundem Freudem. We wrześniu 1894 roku obaj uczestniczyli w 66. Spotkaniu Niemieckich Przyrodników i Lekarzy w Wiedniu (66. Versammlung deutscher Naturforscher und Ärzte in Wien), na pamiątkowym zdjęciu stali obok siebie. Freund, podobnie jak Freud, zajmował się w latach 80. i 90. XIX wieku tematyką afazji i histerii. W liście do Wilhelma Fliessa w listopadzie 1895 Freud określił prace uczniów Wernickego, Sachsa i Freunda, jako „bzdurne”, i zarzucił Freundowi plagiat. Odnosił się do dwóch prac Freunda (jednej napisanej wspólnie z Sachsem) na temat histerii i swojego artykułu z „Archives de Neurologie”. Oskarżenie zostało powtórzone w biografii Freuda autorstwa Ernesta Jonesa. Henri Ellenberger uznał je za pozbawione podstaw.

## Wybrane prace
Książki
- Ueber Knochenentzündungen in der Reconvalescenz von Typhus abdominalis. Breslau: Breslauer Genossenschafts-Buchdr., 1885
- Schemata zur Eintragung von Sensibilitätsbefunden. Berlin: A. Hirschwald, 1892
- Ein Überblick über den gegenwärtigen Stand der Frage von den sogenannten traumatischen Neurosen. Leipzig: Breitkopf & Härtel, 1892
- Labyrinthtaubheit und Sprachtaubheit, klinische Beiträge zur Kenntniss der sogenannten subcorticalen sensorischen Aphasie sowie des Sprachverständnisses der mit Hörresten begabten Taubstummen. Wiesbaden: J. F. Bergmann, 1895
- Heinrich Sachs, Carl Samuel Freund: Die Erkrankungen des Nervensystems nach Unfällen: mit besonderer Berücksichtigung der Untersuchung und Begutachtung. Fischer, 1899

Artykuły
- Grenzfälle zwischen Aphasie und Seelenblindheit. Allgemeine Zeitschrift für Psychiatrie 44, ss. 660–662, 1888
- Ein Fall von Antifebrinvergiftung. Deutsche medizinische Wochenschrift, 1888
- Klinische Beiträge zur Kenntniss der generellen Gedächtnissschwäche. „Archiv für Psychiatrie und Nervenkrankheiten”. 20 (2), s. 441–457, 1889. DOI: 10.1007/BF02086694.
- II. Ueber optische Aphasie und Seelenblindheit. „Archiv für Psychiatrie und Nervenkrankheiten”. 20 (1), s. 276–297, 1889-02-01. DOI: 10.1007/BF02041542. ISSN 0003-9373.
- Ueber optische Aphasie und Seelenblindheit. „Archiv für Psychiatrie und Nervenkrankheiten”. 20 (2), s. 371–416, 1889. DOI: 10.1007/BF02086691.
- Ueber das Vorkommen von Sensibilitätsstörungen bei multipler Herdsklerose, 1891
- Nachtrag. Zur Pathologie der disseminirten Sklerose. „Archiv für Psychiatrie und Nervenkrankheiten”. 22 (3), s. 780–780, 1891. DOI: 10.1007/BF01815952.
- Ueber das Vorkommen von Sensibilitätsstörungen bei multipler Herdsklerose. „Archiv für Psychiatrie und Nervenkrankheiten”. 22 (2), s. 317–344, 1891. DOI: 10.1007/BF01776632.
- Ein Fall einer bisher nicht beschriebenen Form von Nystagmus. Deutsche medizinische Wochenschrift 17, ss. 288–291, 1891
- Freund C.S., Kayser R. Ein Fall von Schreckneurose mit Gehörsanomalien. Deutsche medizinische Wochenschrift 17, ss. 949–954, 1891
- Ueber cerebral bedingte optische Hyperästhesie. Neurologisches Centralblatt 11, ss. 530–535, 1892
- Ueber nervöse Folgeerscheinungen einer Erschütterung der Wirbelsäule. Neurologisches Centralblatt 13, ss. 438–448, 1894
- Nervöse Folgeerscheinungen einer Contusion der oberen Brustwirbel. Jahresb. d. schles. Gesellsch. f. vaterl. Cult. 71, ss. 28–34, 1894
- Über psychische Lähmungen. Neurologisches Centralblatt 14 (21), ss. 938-946, 1895
- Zur Kenntniss der Simulation bei Unfallverletzten. Wissensch. Mitth. d. Inst. z. Behandl. v. Unfallverl. in Bresl., ss. 20-41, 1897
- Erweichung im vorderen Teile des linken Occipitalmarkes bei einem Linkshänder, 1897
- Ein Fall von sogenannter amnestischer Aphasie. Allgemeine Zeitschrift für Psychiatrie 60, s. 232-234, 1903
- Freud C.S., Vogt C. Un nouveau cas d'état marbré du corps strié. J. f. Psychol. u. Neurol. 18 (4), ss. 489-500, 1911
- Hydromyelie bei atypischer Syringobulbie. Berliner klinische Wochenschrift 49, s. 187, 1912
- Drei Fälle von Pseudobulbärparalyse mit schwerer Dysarthrie. Deutsche Zeitschrift für Nervenheilkunde 50, ss. 295-298, 1913
- Psychische Störungen bei multipler Sklerose. Berliner klinische Wochenschrift 50, s. 1777, 1913
- Traumatischer Hirnabscess. Jahrber. Schles. Ges. vaterl. Kult. s. 140, 1914
- Zur Störung der Schwereempfindung. Deutsche Zeitschrift für Nervenheilkunde 50, s. 297, 1914
- Fälle von schwerer Pseudobulbärparalyse mit schwerer Dysarthrie. Deutsche Zeitschrift für Nervenheilkunde 50, ss. 295-297, 1914
- Polycythämie. Berliner klinische Wochenschrift 51, s. 1616, 1914
- Pathologie der Blicklähmungen. Deutsche Zeitschrift für Nervenheilkunde 50, ss. 244-246, 1914
- Subdural gelegenes Aneurysma der Carotis interna als Ursache der Kompression eines Tractus opticus (homonyme Hemianopsie). Jahrber. Schles. Ges. vaterl. Kult., 1916
- Subdural gelegenes Aneurysma der Carotis interna als Ursache der Kompression eines Tractus opticus. Klinische Monatsblätter für Augenheilkunde 56, s. 468, 1916
- Ueber die tuberöse Hirnsklerose und über ihre Beziehungen zu Hautnaevi. Jahrber. Schles. Ges. vaterl. Kult. ss. 94-107, 1917
- Bielschowsky M., Freund C.S. Ueber Veränderungen des Striatums bei tuberöser Sklerose und deren Beziehungen zu den Befunden bei anderen Erkrankungen dieses Hirnteils. Journal für Neurologie and Psychologie 24, ss. 20-47, 1918
- Ueber die tuberöse Hirnsklerose und über ihre Beziehungen zu Hautnaevi. Berliner klinische Wochenschrift 55, ss. 274–278, 1918
- Freund C.S., Chotzen F. Drei Fälle von Erkrankungen des striären Systems. Berliner klinische Wochenschrift 58, s. 1516, 1921
- Zur Vererbung der Huntingtonschen Chorea. „Zeitschrift für die gesamte Neurologie und Psychiatrie”. 99 (1), s. 333–375, 1925. DOI: 10.1007/BF02878548.
- Seltenere Fälle von Erkrankung des Corpus striatum. Gründungsversammlung der Vereinigung südostdeutscher Neurologen und Psychiater am 27. und 28. März 1926 in Breslau. „Archiv für Psychiatrie und Nervenkrankheiten”. 77 (1), s. 649–674, 1926. DOI: 10.1007/BF02126906.
- Polioencephalitis superior mit striären Symptomen. „Klinische Wochenschrift”. 6 (43), s. 2062–2069, 1927. DOI: 10.1007/BF01715448.
- Kurze Demonstration von 3 Mitgliedern der Huntington-Choreafamilie Buchelt. Fall von pyramidaler und extrapyramidaler Erkrankung. „Klinische Wochenschrift”. 6 (43), s. 2063, 1927. DOI: 10.1007/BF01715448.
- C. S. Freund, R. Rotter. Über extrapyramidale Erkrankungen des höheren Alters mit einem Beitrag zur Pathogenese seniler Parenchymveränderungen. „Zeitschrift für die gesamte Neurologie und Psychiatrie”. 115 (1), s. 198–271, 1928. DOI: 10.1007/BF02863776.
- Ueber den Nutzen der frühzeitigen Ohrenuntersuchung bei Unfallverletzten. Nach nervenärztlichen Erfahrungen. Internationales Zentralblatt für Ohrenheilkunde und Rhino-Laryngologie 33, ss. 218-222, 1930